# 草莓棉花糖
《草莓棉花糖》，又被简称為莓乱扔（形似“苺乱扔”），是日本漫畫家Barasui（ばらスィー）在《月刊Comic電擊大王》連載的漫畫，原是投稿插畫的不定期連載，是一部萌系漫畫。單行本共9卷。
在2005年7月播出電視動畫，同年8月改編成電子遊戲。另外发售了两套OVA，2007年发售第一套共三话，2008年发售第二套共两话。

## 作品簡介
故事的主角們是五位11歲至16歲女孩，經由她們的視野觀察這個看似普通的世界。以每一話各自獨立的單元劇形式進行，宣傳口號為「可愛即正義！」。
作者在作品中隐藏许多其对摇滚乐的喜爱，许多作品中人事物与摇滚乐有关，其中标题中的就是启发自奥田民生。
故事的設定取用很多確實存在的地方與事物，主角們的住處位於日本靜岡縣濱松市（作者的出身地），濱松車站、佐鳴湖、一家牧場的牛奶廠牌、美羽等四人就讀的小學等。不過濱松市的氣候溫和，少有降雪的情形發生。在改编动画中也如实参照了当地实景来改编创作。
濱松市成為許多《草莓棉花糖》觀眾前往朝聖的「聖地」，卻屢屢引起當地居民困擾；《月刊Comic電擊大王》曾經就此勸導讀者不要打擾到居民的生活。

## 登场角色

### 主要角色
伊藤伸惠（配音員：生天目仁美）
漫画版为16歲的短髮高中生，A型，生日為10月17日。動畫版则更改为20岁的短大生，生日为10月18日。动画版第一话时也以此为哏，伸惠起初说出自己在漫画设定的16岁高一生，然后以开玩笑地说出自己真实年龄是20岁短大生。
最初連載是染金留長髮並有大量壞習慣的少女，之後剪短染黑，是除了妹妹千佳之外三個小蘿莉崇拜的對象。喜好抽煙（偏好七星），也喜歡在洗澡後來上一瓶啤酒，经常去妹妹千佳那里“借”钱，试过多次戒烟但都失败。
在作品中有一點蘿莉控的傾向，特別寵愛茉莉與安娜。對付過動的美羽很有一套，虽然很烦美羽过分的行为，但是实际上仍十分疼爱美羽。
伊藤千佳（配音員：千葉紗子）
12歲的小學六年級生，A型、身高145公分、體重35公斤，生日為5月11日，通称为“小千”。髮型為單邊結髮。伸惠的妹妹，個性算是比較正常的。
其特徵就是沒有什麼特徵。常常被姊姊跟鄰居美羽玩弄，美羽的雙關語笑話往往讓她笑得翻來翻去，也经常吐槽美羽。很擅長做點心，養了一隻叫佐竹的狗（長得像柴犬）。
松岡美羽（配音員：折笠富美子）
跟千佳同年的鄰居，B型，身高144公分，生日在9月8日，通称为“小美”。常做一些無厘頭的舉動。最初連載是黑髮雙馬尾的造型，之後染啡色。
常常直接從房間的窗戶跑到千佳房間玩。在可愛的外表下有著小惡魔般的智慧和天馬行空的幻想。以搞笑搭檔來說，美羽是負責發動而千佳負責吐嘈她（美羽自稱）。
因為是獨生女的緣故，內心覺得很寂寞而搞笑或作弄人讓別人來注意她，但往往玩過頭而讓其他人氣得半死，是個天生的顽皮小淘氣，而且更經常性地被人毆打至臉朝地暈倒地上（或倒在屋簷、雪地上）。
不知為何很了解一些早期特攝動作跟宅語。　
櫻木茉莉（配音員：川澄綾子）
住在伊藤家附近的11歲小學五年級生，O型，生日是1月25日。個性內向害羞短髮戴著一付眼鏡，很容易被唬得團團轉，是伸惠跟美羽惡作劇的好對象，是一位極度愛哭的不得了的小女孩（例如因為爸爸吃了她的布丁而大哭一頓），身上重要的部位已經被伸惠和美羽看完了。跟英籍轉學生安娜成為好友。鼓勵安娜學英文，自己也跟著學，最後英文卻比安娜還好。
有一隻叫約翰的雪貂。
安娜·柯普拉（Ana Coppola，配音員：能登麻美子）
跟茉莉同年的英國人，老家是在英國康瓦爾，6月18日生，AB型。金色長髮藍眼像洋娃娃一樣，除了外觀跟姓名外都很日本的英國小女孩，很不幸的名字跟日語眼窩洞（穴（あな））同音，所以很忌諱別人拿名字開玩笑，但是冒失的美羽從沒顧忌這點，更曾因為這樣而弄得安娜大哭一頓。
儘管表面上嘗試像英國人一般地生活，卻無法掩飾自身對日本文化的了解與喜好。日語流利，卻幾乎不會英文，處處依賴茉莉學習英語。
家裡養著一隻叫福爾西安堤的大型犬。

### 次要角色
笹塚（配音員：皆川純子）
跟茉莉和安娜同班的小男生，名字不明，常常被老師以各種匪夷所思的理由罰站。
5年2班老师（配音員：近藤孝行）
茉莉和安娜所在班的男老师，带着眼镜。在安娜转学后，经常无缘无故地笹塚罚站。在动画篇中唯一一次被笹塚拒绝后自行出去罚站。
6年2班老师（配音員：生天目仁美）
千佳和美羽所在的女老师，同样带着眼镜，对美羽有时在班中熟视无睹的搞怪行为习以为常，然后淡定地将其处置。
老爺爺（配音員：長島雄一）
千佳他們上學的路上的文具店（或者是點心店）「明文堂」的老闆。经常出现在主角群出现的地方。
绀野爱子（配音員：福圓美里）
伸惠的好朋友，当伸惠在学校场景时会经常出现。动画篇则改为伸惠在便利店打工时的工友。
伊藤高文
不定期連載時出現過伊藤姊妹的兄長，單行本沒有收錄，18歲。角色笹塚出现后就少见登场。具体容貌作品中少有提及。

## 出版書籍
另外由TOKYOPOP获得在北美、英、德的代理權。
| 冊數 | KADOKAWA       | KADOKAWA               | 台灣角川       | 台灣角川               |
| 冊數 | 發售日期       | ISBN                   | 發售日期       | ISBN                   |
| ---- | -------------- | ---------------------- | -------------- | ---------------------- |
| 1    | 2003年1月27日  | ISBN 4-84-022292-4     | 2003年6月21日  | ISBN 986-799-398-5     |
| 2    | 2003年7月26日  | ISBN 4-84-022445-5     | 2004年1月28日  | ISBN 986-766-461-2     |
| 3    | 2004年3月27日  | ISBN 4-84-022623-7     | 2004年10月20日 | ISBN 986-742-748-3     |
| 4    | 2005年5月27日  | ISBN 4-84-022981-3     | 2005年9月24日  | ISBN 986-718-938-8     |
| 5    | 2007年4月27日  | ISBN 978-4-84023872-4  | 2007年8月11日  | ISBN 978-986-174-430-8 |
| 6    | 2009年2月27日  | ISBN 978-4-04-867634-2 | 2009年8月28日  | ISBN 978-986-237-234-0 |
| 7    | 2013年3月27日  | ISBN 978-4-04-891453-6 | 2014年2月21日  | ISBN 978-986-325-824-7 |
| 8    | 2017年11月27日 | ISBN 978-4-04-893394-0 | 2018年12月10日 | ISBN 978-957-564-660-8 |
| 9    | 2023年2月27日  | ISBN 978-4-04-914774-2 |                |                        |

## 電視動畫
電視動畫於2005年7月14日在東京放送、2005年8月4日起在BS-i播出。

### 工作人員
- 導演、構成：佐藤卓哉
- 策划：川村明廣、久木敏行、小林洋輔、安田正樹、余田光隆
- 人物設計、总作画监督：坂井久太
- 机械设计、小物件设计：渡边义弘
- 美术监督、美术设定、美术：大野广司
- 色彩设计：馬庭由佳
- 标题设计：里见英树
- 編集、总摄影监督：田中恒嗣
- 摄影监督：佐佐木正典、樋口哲治
- 音响监督：明田川仁
- 音樂：渡邊剛
- 音樂製作：
- 音響監督：明田川仁
- 音響製作：
- 動畫製作：童夢
- 製作人：关户雄一、梅泽淳、后藤秀树、・源生哲雄
- 动画制作人：安西武、西岡大輔
- 製作协助：NBC環球娛樂、Media Works、NBC環球娛樂（美国）、Movic
- 製作：TBS、

### 主題曲
- 片頭曲：
作詞：，作曲、編曲：渡邊剛，演唱：千佳（千葉紗子）、美羽（折笠富美子）、茉莉（川澄綾子）、安娜（能登麻美子）
- 插入曲：
作詞、作曲、編曲：川澄綾子　演唱：櫻木茉莉（川澄綾子）
- 片尾曲：
作詞：，作曲、編曲：上野洋子，演唱：折笠富美子

### 各話列表
| 話數 | 日文標題 | 中文標題   | 腳本       | 分鏡            | 演出     | 作畫監督          | 播放日期       |
| ---- | -------- | ---------- | ---------- | --------------- | -------- | ----------------- | -------------- |
| 1    |          | 生日       | 佐藤卓哉   | 佐藤卓哉        | 小沢一浩 | 越智信次          | 2005年 7月14日 |
| 2    |          | 安娜       | 横手美智子 | 神戸守          | 神戸守   | 阿部達也          | 7月21日        |
| 3    |          | 拜訪       | 花田十輝   | あべたつや      | 米田光宏 | 大河原晴男        | 7月28日        |
| 4    |          | 打工       | 花田十輝   | 池端隆史        | 三芳宏之 | 立田眞一          | 8月18日        |
| 5    |          | 一起睡     | 平見瞠     | 佐藤竜雄        | 太田雅彦 | 清丸悟            | 8月25日        |
| 6    |          | 正夏日     | 横手美智子 | 神戸守          | 神戸守   | 阿部達也          | 9月1日         |
| 7    |          | 海水浴     | 花田十輝   | 米田光宏        | 米田光宏 | 大河原晴男        | 9月8日         |
| 8    |          | 祭典       | 平見瞠     | 小沢一浩        | 小沢一浩 | 阿部達也          | 9月15日        |
| 9    |          | 成長顛峰期 | 花田十輝   | 小沢一浩        | 楠本巨樹 | 柳瀬譲二          | 9月22日        |
| 10   |          | 花         | 横手美智子 | 池端隆史        | 太田雅彦 | 清丸悟            | 9月29日        |
| 11   |          | 初雪       | 花田十輝   | 神戸守          | 神戸守   | 越智信次 坂井久太 | 10月6日        |
| 12   |          | 禮物       | 平見瞠     | 佐藤卓哉 神戸守 | 小沢一浩 | 坂井久太          | 10月13日       |

### 播放電視台
| 播放地區   | 播放電視台 | 播放日期                  | 播放時間                    | 聯播網         | 備註        |
| ---------- | ---------- | ------------------------- | --------------------------- | -------------- | ----------- |
| 關東廣域圈 | 東京放送   | 2005年7月15日 - 10月14日  | 星期五 1:55 - 2:25          | TBS系列        | 製作電視台  |
| 日本全域   | BS-i       | 2005年8月5日 - 10月28日   | 星期五 1:00 - 1:30          | TBS系列 BS放送 |             |
| 日本全域   | TBS頻道2   | 2013年12月12日 - 12月19日 | 星期二 - 星期六 1:00 - 2:00 | TBS系列 CS放送 | 連續播放2話 |
| 日本全域   | AT-X       | 2017年9月19日 - 12月5日   | 星期二 23:00 - 23:30        | CS放送         | 有重播      |

### 影音商品
日本地区由Geneon娛樂公司发行，共6卷，第一卷于2005年9月22日发行。
英语地区代理发行最早由NBC環球娛樂的Geneon娱乐公司，之后由于动画部门被关闭，则改为授权Sentai Filmworks代理。
| 卷數  | 發售日期       | 商品編號                      |
| ----- | -------------- | ----------------------------- |
| 第1卷 | 2005年9月22日  | GNBA-1100（初回版） GNBA-1101 |
| 第2卷 | 2005年10月21日 | GNBA-1102                     |
| 第3卷 | 2005年11月25日 | GNBA-1103                     |
| 第4卷 | 2005年12月22日 | GNBA-1107（初回版） GNBA-1104 |
| 第5卷 | 2006年1月25日  | GNBA-1105                     |
| 第6卷 | 2006年2月24日  | GNBA-1106                     |

2015年11月26日发售BD全套装（苺ましまろ Complete Blu-ray BOX）。包括全套电视动画、OVA、广播剧CD、角色歌和原声音乐CD。

## OVA
草莓棉花糖以OVA名义发行的共有2部，都是由GENEON ENTERTAINMENT發行的。第一部为草莓棉花糖 Original Video Animation，全3卷。第二部为 草莓棉花糖 encore（苺ましまろ encore），全2卷。

### 發售日期
AC為Audio Commentary（副聲軌來賓）的縮寫。
第一期
- 第1卷（2007年2月23日發售・GNBA-1214・AC=千葉紗子/折笠富美子）
- 第2卷（2007年3月28日發售・GNBA-1212・AC=川澄綾子/能登麻美子）
- 第3卷（2007年4月25日發售・GNBA-1213・AC=生天目仁美/千葉紗子）

第二期
- VOL.01 2009年1月23日發售
- VOL.02 2009年3月25日發售

### 製作團隊
- 導演、構成：佐藤卓哉
- 人物設計、总作画监督：坂井久太
- 机械设计：渡边义弘
- 小物件设计：渡边义弘（OVA2）
- 美术监督、美术设定：大野广司
- 色彩设计：馬庭由佳
- 編輯、摄影监督：田中恒嗣
- 音响监督：明田川仁
- 音樂：渡邊剛
- 製作人：关户雄一、梅泽淳、（OVA2）
- 动画制作人：安西武、西岡大輔
- 動畫製作：童夢
- 製作：
  - （NBC環球娛樂、Media Works、Movic（日语：ムービック））（OVA1）
  - （NBC環球娛樂、ASCII Media Works、Movic）（OVA2）

### 主題曲

#### 第一期
片頭曲
作詞：くまのきよみ， 作曲、編曲：渡邊剛
演唱：千佳（千葉紗子）、美羽（折笠富美子）、茉莉（川澄綾子）、安娜（能登麻美子）
片尾曲
作詞：， 作曲、編曲：上野洋子，演唱：折笠富美子

#### 第二期
片頭曲
作詞：， 作曲、編曲：渡邊剛
演唱：千佳（千葉紗子）、美羽（折笠富美子）、茉莉（川澄綾子）、安娜（能登麻美子）
片尾曲
作詞：， 作曲、編曲：渡邊剛，演唱：折笠富美子

### 各話列表
| 話數  | 日文標題 | 中文標題   | 腳本       | 分鏡     | 演出     | 作畫監督                                                                  |       |       |
| 第1期 | 第1期    | 第1期      | 第1期      | 第1期    | 第1期    | 第1期                                                                     | 第1期 | 第1期 |
| ----- | -------- | ---------- | ---------- | -------- | -------- | ------------------------------------------------------------------------- | ----- | ----- |
| 1     |          | 景色。     | 花田十輝   | 池端隆史 | 小沢一浩 | 大隈孝晴                                                                  |       |       |
| 2     |          | 無論何時。 | 平見瞠     | 大畑清隆 | 小沢一浩 | 越智信次、定井秀樹                                                        |       |       |
| 3     |          | 每一天。   | 佐藤卓哉   | 小沢一浩 | 小沢一浩 | 越智信次、清丸悟 渡辺義弘、高柳佳幸                                       |       |       |
| 第2期 |          |            |            |          |          |                                                                           |       |       |
| 1     |          | 你好       | 横手美智子 | 佐藤卓哉 | 太田雅彦 | 坂井久太                                                                  |       |       |
| 2     |          | 明天再見   | 佐藤卓哉   | 佐藤卓哉 | 小沢一浩 | 坂井久太、清丸悟 さとう陽、高木晴美 大隈孝晴、佐藤利幸 江上夏樹、沼田誠也 |       |       |

## CD
Frontier Works于2005年7月22日到2016年8月25日发售了5卷广播剧CD。另外在2005年3月到6月各发售了其餘四位女主角的角色单曲，2005年9月22日发售电视动画的原声CD，2007年2月和4月分别发售了OVA的原声CD，均由Geneon Entertainment（现在的NBC环球娱乐）发售。
角色單曲
- 苺ましまろ Chara-CD 1「千佳」（2005年3月9日發售・B00078RT68）
- 苺ましまろ Chara-CD 2「茉莉」（2005年4月6日發售・B0007N37RS）
- 苺ましまろ Chara-CD 3「アナ（安娜）」（2005年5月11日發售・B0007WAFG0）
- 苺ましまろ Chara-CD 4「美羽」（2005年6月8日發售・B0008JH7GI）

原聲帶
- 苺ましまろ オリジナルサウンドトラック（2005年9月22日發售・B000ALJ2DA）

※電視動畫版的原聲帶CD。全21曲。
- 苺ましまろ OVA Sweet-CD
  - 苺ましまろ OVA Sweet-CD 1（2007年2月23日發售・B000M7FP42）
  - 苺ましまろ OVA Sweet-CD 2（2007年4月25日發售・B000NVTGNI）

※和OVA一同發售（與1卷、3卷發售日期相同），收錄廣播劇+角色單曲CD。
廣播劇CD
- 苺ましまろ DRAMA CD ※全篇原創故事。
  - 苺ましまろ DRAMA CD Volume 1（2005年7月22日發售・B0009S8FWI）
  - 苺ましまろ DRAMA CD Volume 2（2005年8月24日發售・B000A1EEO2）
  - 苺ましまろ DRAMA CD Volume 3（2005年9月22日發售・B000ALJ1VS）
  - 苺ましまろ DRAMA CD Volume 4（2006年7月21日發售・B000FUU0DC）
  - 苺ましまろ DRAMA CD Volume 5（2006年8月25日發售・B000GG4E0A）

企画CD
- 苺ましまろ Toy-CD ※將廣播劇（改編自原作）與角色單曲收錄的企画CD。
  - 苺ましまろ Toy-CD 1（2005年8月24日發售・B000A1EF0K）
  - 苺ましまろ Toy-CD 2（2005年10月26日發售・B000B63GC2）

合集
- 苺ましまろ キャラクターソングアルバム（2006年3月29日發售・B000EBDF6Q）

※將Chara-CD與Toy-CD一起收錄的角色單曲集。

## 遊戲
2005年8月11日發售對應PS2平台上的全年龄向视觉小说遊戲。遊戲中套用動畫的設定，主角是一個對伸惠有好感的大學生，最终要得到作品中五名女主角的仰慕。另外于2005年8月27日发售相应的游戏指导手册。

## 评价
草莓棉花糖在英语地区得到了不少正面评价。Anime News Network的Carlo Santos認為該作品以“以一種很直接的方式提供歡樂”並且提到“有種無聲無色地傳遞一種獨特的吸引力”。漫畫卷的Dirk Deppey認為作者能在幾乎沒有任何多余的承托就能爆发出其喜剧效果，并且运用非常纯熟的技巧和风度引出笑点。百合控的Erica Friedman认为整个作品系列可爱得无法拒绝，不过同时批评英文代理没能将原作中出现的双关语和音效词做出注解。杰森·汤普森在编写漫画完全手册时，将本作和最后的制服并称，并且说本作是“纯真的少年眼中的女孩子世界”。

## 外部連結
- 草莓棉花糖動畫官方網站 （页面存档备份，存于） （日語）
- 草莓棉花糖遊戲官方網站 （日語）